# Surianaceae
Die Surianaceae sind eine Pflanzenfamilie in der Ordnung der Schmetterlingsblütenartigen (Fabales). Von den fünf Gattungen und acht Arten kommen drei Gattungen mit vier Arten nur in Australien und eine Gattung mit drei Arten nur in Mexiko vor, eine monotypische Gattung ist weltweit an tropischen Küsten verbreitet.

## Beschreibung
Die Familie enthält nur verholzende Pflanzen: Bäume, Sträucher. Die spiralig oder zweizeilig am Zweig angeordneten Laubblätter sind selten einfach, meist gefiedert; die Fiederblättchen sind wechselständig an der Rhachis angeordnet. Nebenblätter fehlen.
Die Blüten stehen in zymösen Blütenständen zusammen.
Die zwittrigen, radiärsymmetrischen Blüten sind fünfzählig. Sie haben je fünf Kelchblätter und Kronblätter. In zwei Kreisen haben sie meistens zehn, oder selten acht, freie Staubblätter. Meistens zwei bis fünf oberständige Fruchtblätter sind frei (apokarp); nur bei Guilfoylia mit der Art Guilfoylia monostylis ist nur ein Fruchtblatt vorhanden. Die Surianaceae bilden Beeren, Steinfrüchte oder Nüsse.

## Vorkommen
Die Vertreter der Familie sind hauptsächlich in Australien beheimatet. Nur die Gattung Recchia kommt nur in Mexiko vor. Die Art Suriana maritima hat hingegen eine pantropische Verbreitung. Sie besiedeln ein breites Spektrum von Habitaten von Strandvegetation und Wüsten bis zum tropischen Regenwald.

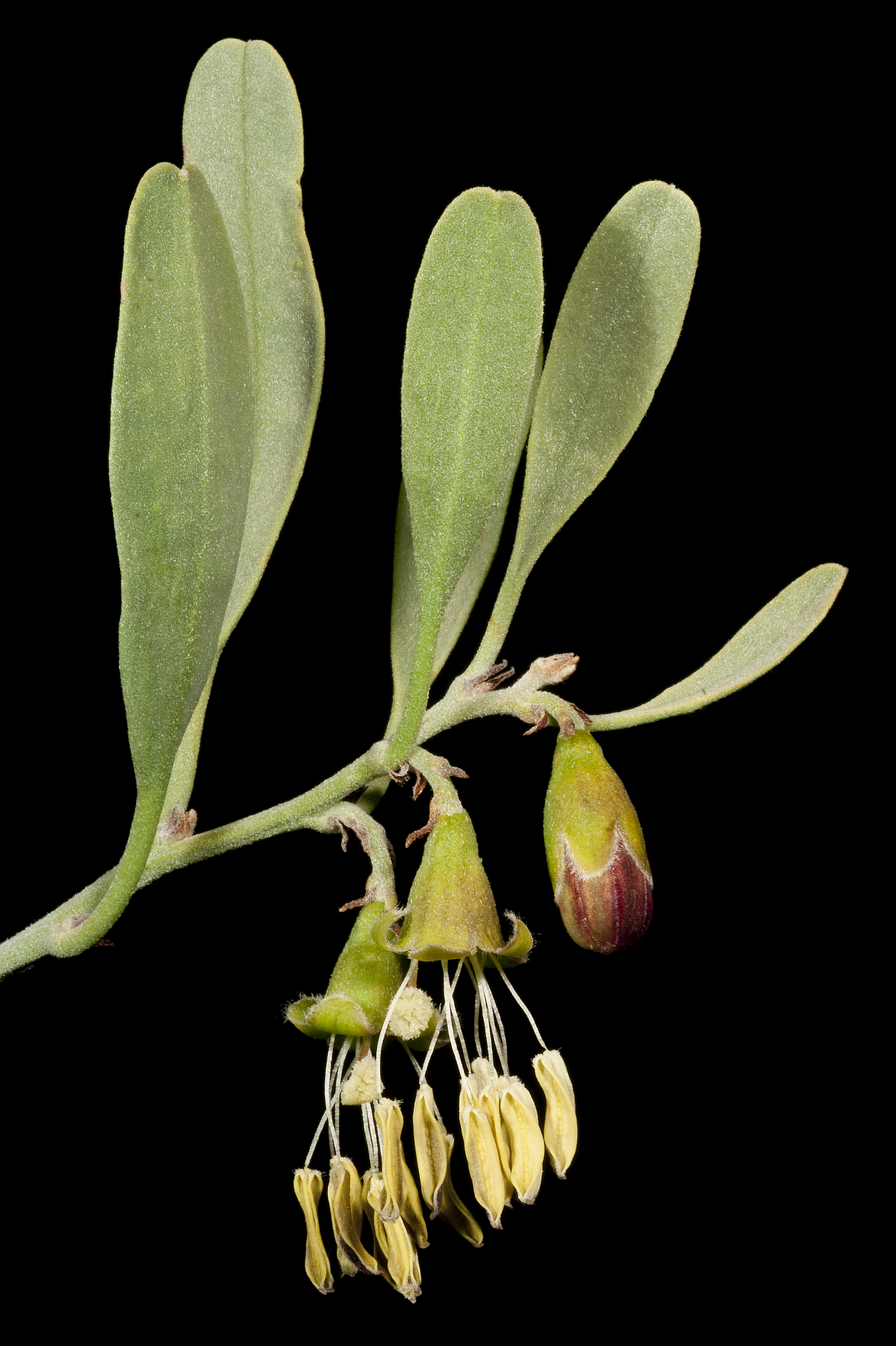
Stylobasidium spathulatum

## Systematik und Verbreitung
Die Gattungen dieser Familie wurden früher in die Familie der Simaroubaceae eingeordnet. Die Familie Surianaceae enthält fünf Gattungen mit etwa acht Arten.
- Cadellia F.Muell.: Sie enthält nur eine Art:
  - Cadellia pentastylis F.Muell.: Sie kommt nur in New South Wales und Queensland vor.
- Guilfoylia F.Muell.: Es ist nur ein Fruchtblatt vorhanden. Sie enthält nur eine Art:
  - Guilfoylia monostylis (Benth.) F.Muell. (Syn.: Cadellia monostylis Benth.): Sie kommt nur in New South Wales und Queensland vor.
- Recchia Moc. & Sessé ex DC. (Syn.: Rigiostachys Planch.): Die Blüten haben ein Gynophor und einen Diskus. Die nur drei Arten sind in Mexiko beheimatet:
  - Recchia connaroides (Loes. & Soler.) Standl.
  - Recchia mexicana Moc. & Sessé ex DC.
  - Recchia simplicifolia T.Wendt & E.J.Lott: Es ist ein Baum mit einfachen statt gefiederten Blättern. Er kommt nur in den mexikanischen Bundesstaaten Oaxaca sowie Veracruz vor und wurde 1998 für die Rote Liste der IUCN als „Endangered“ = „stark gefährdet“ bewertet.[2]
- Stylobasium Desf. (Möglicherweise ist es eine monogenerische Familie Stylobasiaceae.): Die nur zwei Arten kommen nur in den australischen Bundesstaaten Western Australia, Northern Territory und Queensland vor:
  - Stylobasium australe (Hook.) Prance
  - Stylobasium spathulatum Desf.: Sie kommt im Northern Territory, südwestlichen Queensland und Western Australia vor.
- Suriana L.: Sie enthält nur eine Art:
  - Suriana maritima L.: Sie kommt an Küsten der Tropen weltweit vor.

## Stammbaum innerhalb der Ordnung der Fabales
|  | Hülsenfrüchtler (Fabaceae)                                                         |
|  |                                                                                    |
|  | \| \| Surianaceae \| \| \| \| \| \| Kreuzblumengewächse (Polygalaceae) \| \| \| \| |
|  |                                                                                    |
|  | Surianaceae                                                                        |
|  |                                                                                    |
|  | Kreuzblumengewächse (Polygalaceae)                                                 |
|  |                                                                                    |

|  | Surianaceae                        |
|  |                                    |
|  | Kreuzblumengewächse (Polygalaceae) |
|  |                                    |

|  | Hülsenfrüchtler (Fabaceae)                                                         |
|  |                                                                                    |
|  | \| \| Surianaceae \| \| \| \| \| \| Kreuzblumengewächse (Polygalaceae) \| \| \| \| |
|  |                                                                                    |
|  | Surianaceae                                                                        |
|  |                                                                                    |
|  | Kreuzblumengewächse (Polygalaceae)                                                 |
|  |                                                                                    |

|  | Surianaceae                        |
|  |                                    |
|  | Kreuzblumengewächse (Polygalaceae) |
|  |                                    |

## Bilder
Suriana maritima, Habitat:

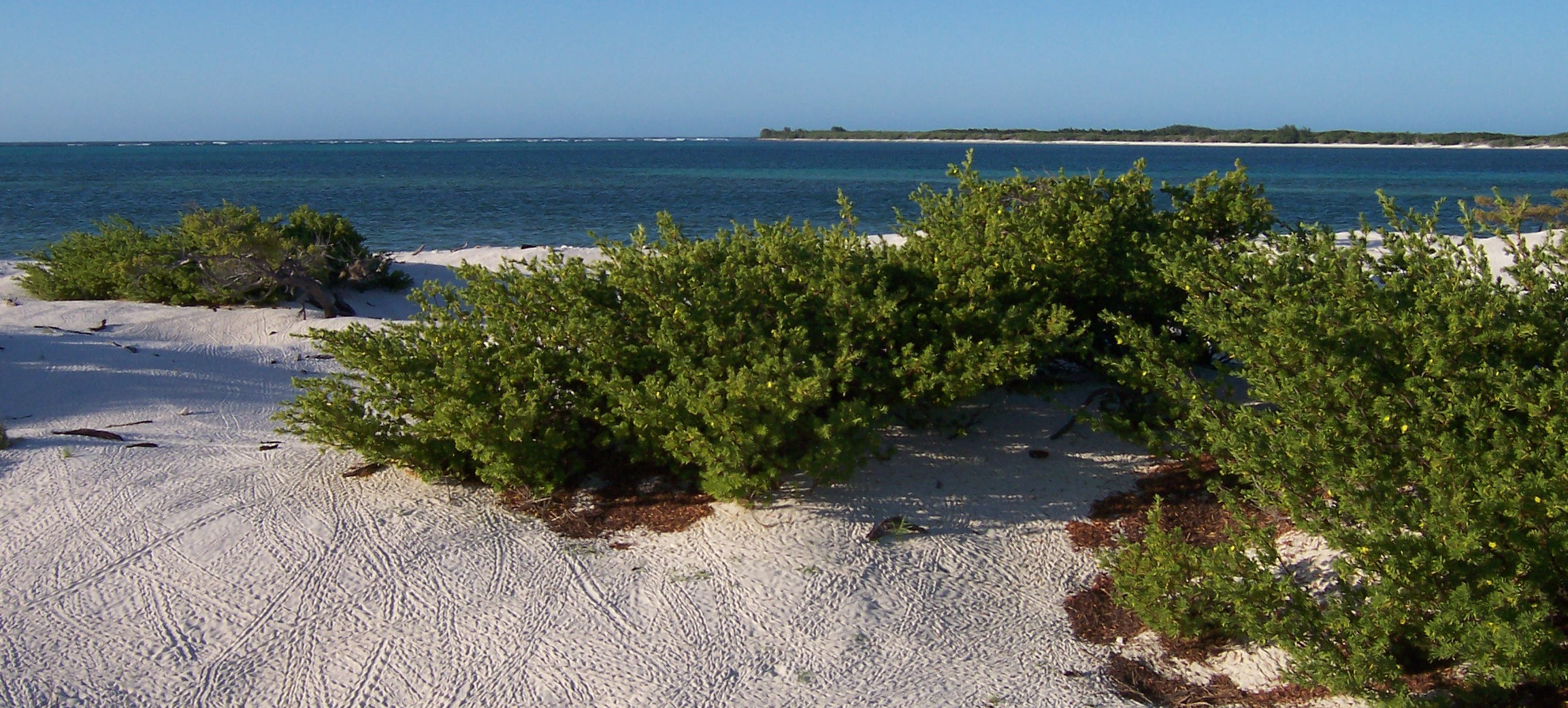
Sträucher an Sandküste
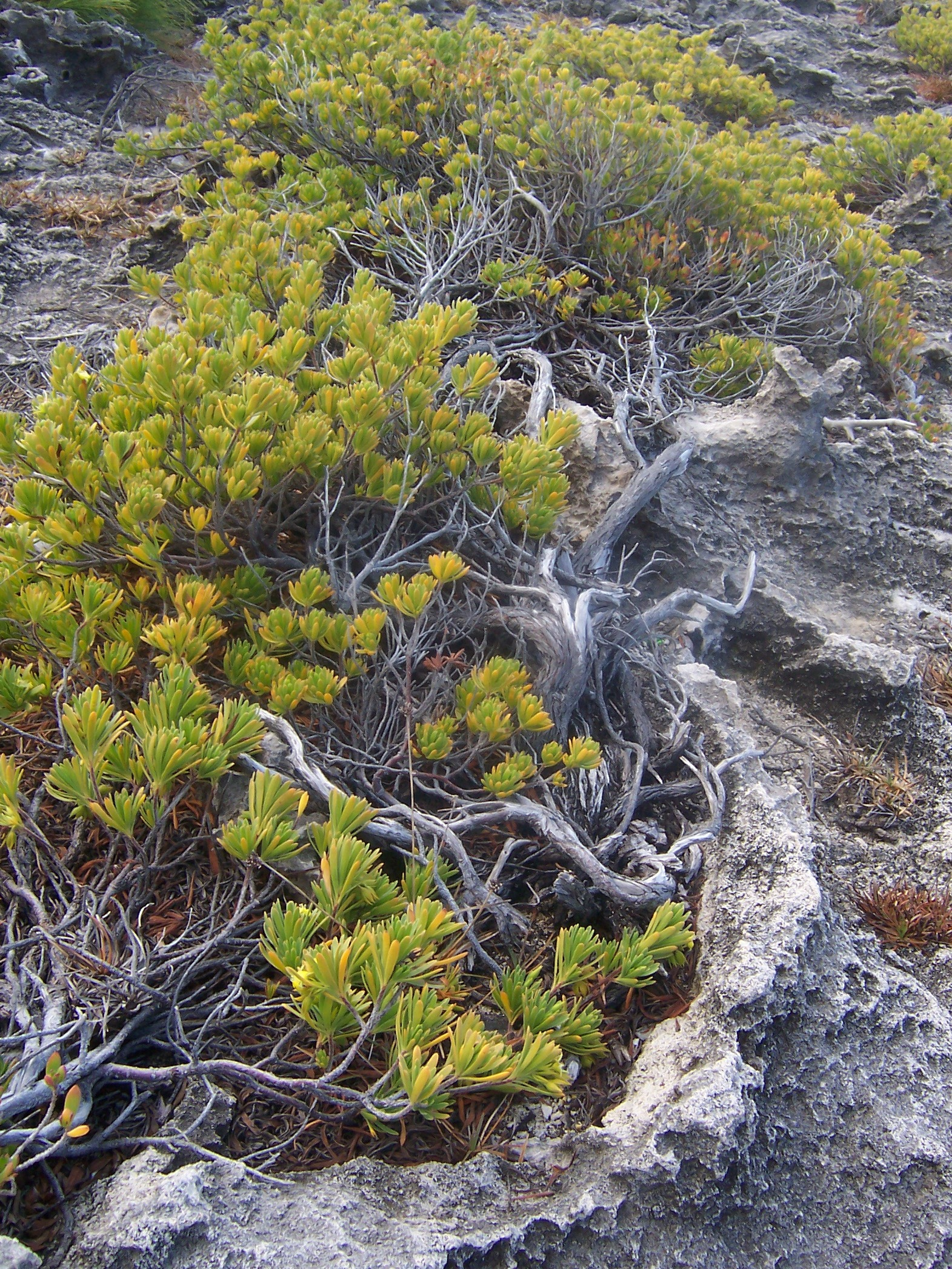
Kriechender Strauch
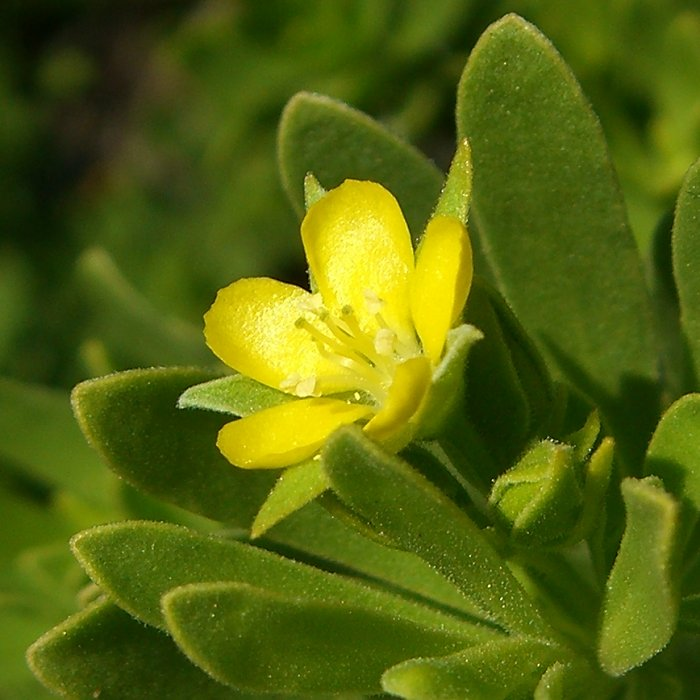
Zweig mit Blüte